# イルファン・カフヴェジ
イルファン・カフヴェジ（İrfan Kahveci、1995年7月15日 - ）は、トルコ・アヤシュ出身の同国代表プロサッカー選手。フェネルバフチェSK所属。ポジションはMF。

## クラブ経歴
アンカラ郊外の町アヤシュで生まれ育ち、アンカラに本拠地を置くゲンチレルビルリイSKの下部組織でプレーを始めた。2012年4月のカイセリスポル戦でトップチームデビューを果たした。
2016年12月26日、イスタンブール・バシャクシェヒルFKと4年半契約を結んだ。2020年12月2日、UEFAチャンピオンズリーグのRBライプツィヒ戦でハットトリックを達成した（試合は3–4敗北）。
2021年1月31日、フェネルバフチェSKに移籍。契約は4年半で移籍金は700万ユーロ。

## 代表歴
2016年8月にトルコ代表初招集。2018年3月23日、アイルランド代表とのフレンドリーマッチでトルコ代表デビューを果たした。
2021年5月、UEFA EURO 2020参加メンバーに選出された。グループステージ3戦目のスイス代表戦で、大会を通じてのチーム初得点となる代表初ゴールを決めたが、チームはグループステージ最下位で大会を終えた。

### 代表戦での得点
| No. | 開催日        | 会場                           | 対戦国 | 得点 | 結果 | 大会           |
| --- | ------------- | ------------------------------ | ------ | ---- | ---- | -------------- |
| 1   | 2021年6月20日 | バクー・オリンピックスタジアム | スイス | 1–2  | 1–3  | UEFA EURO 2020 |

## タイトル
イスタンブール・バシャクシャヒル
- スュペル・リグ: 2019-20[11]